# Skaņaiskalns

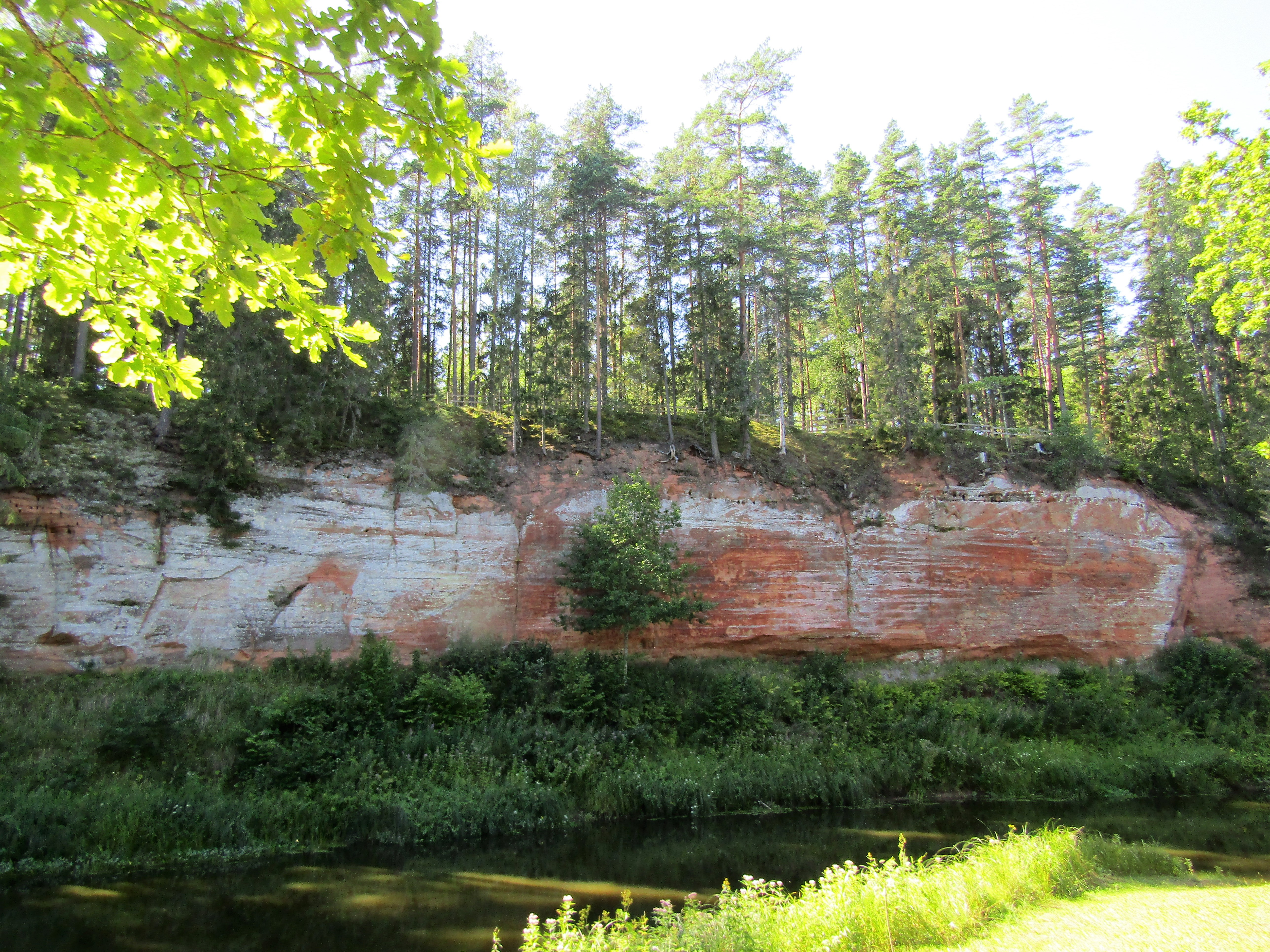
Sandstenklippor i naturparken

Skaņaiskalns är en naturpark i nordöstra Lettland.
Parken ligger vid floden Salaca som kännetecknas av röda sandstensklippor vid strandlinjen. I parken finns en vandringsled som är tillägnad landets myter och legender. Flera skulpturer vid vägen avbildar historier som den mytiska hjälten Kurbads upplevde. Direkt efter starten kommer varulvstallen (Vilkaču priede). Trädet har två trånga öppningar och enligt legenden ska personen som tre gånger passerar båda öppningar bli friska under resten av livet. Å andra sidan förvandlas personer till en varulv som utför ritualen vid fullmåne och under en viss dag. En väg ner till floden kallas drömmarnas trappa. Vid ett annat avsnitt hittas en grotta och en utsiktspunkt som är uppkallade efter djävulen. Att vandra på leden vid midsommar ska förändra livet positivt.